# Obština Georgi Damjanovo
Obština Georgi Damjanovo (bulharsky Община Георги Дамяново) je bulharská jednotka územní samosprávy v Montanské oblasti. Leží na severozápadě Bulharska u hranic se Srbskem. Sídlem obštiny je ves Georgi Damjanovo, kromě ní zahrnuje obština 12 vesnic. Žijí zde zhruba 2 tisíce stálých obyvatel.

## Sídla
| - Čemiš - Dălgi Del - Diva Slatina - Elovica - Gavril Genovo | - Georgi Damjanovo (sídlo správy) - Glavanovci - Govežda - Kamenna Riksa | - Kopilovci - Meljane - Pomeždin - Vidlica |

## Sousední obštiny
| Růžice kompasu | Čiprovci                 |       | Montana   | Růžice kompasu |
| Růžice kompasu | Sever                    |       |           | Růžice kompasu |
| Růžice kompasu | Obština Georgi Damjanovo |       |           | Růžice kompasu |
| Růžice kompasu | Jih                      |       |           | Růžice kompasu |
| Růžice kompasu |                          | Godeč | Berkovica | Růžice kompasu |

## Obyvatelstvo
V obštině žije 1 860 stálých obyvatel a včetně přechodně hlášených obyvatel 2 295. Podle sčítání 1. února 2011 bylo národnostní složení následující:
- Bulhaři: 2 688 (98.0 %)
- Romové: 40 (1.5 %)
- Turci: 3 (0.1 %)
- ostatní: 11 (0.4 %)